# Vernissage
För marknaden i Jerevan, se Vernissage, Jerevan

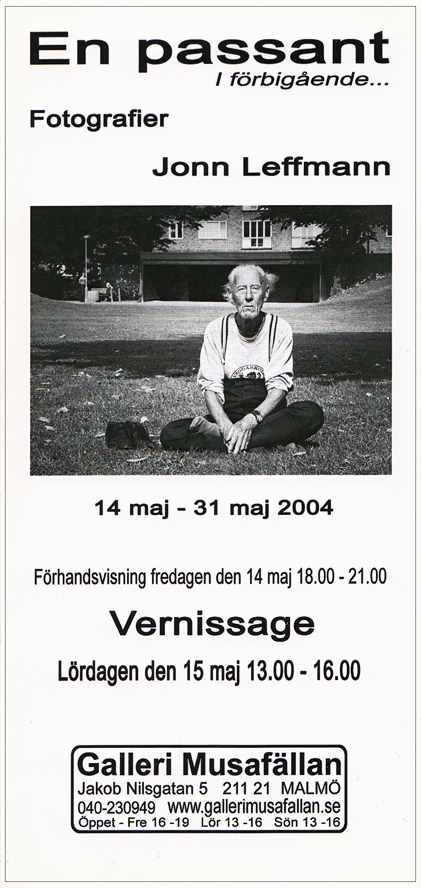
Ett vernissagekort till en fotoutställning.

En vernissage är en öppningsceremoni för en utställning på museum, konstgalleri eller liknande institution. Ordet vernissage är franska och betyder "fernissning, lackering". Ordet kommer från den tiden då konstnärerna fernissade sina målningar, när de gjorde detta precis innan öppningen av en utställning luktade det fernissa om utställningslokalen, därav namnet.
Det är kutym att galleristen och konstnären, i god tid före vernissagen, sänder ut en inbjudan i form av ett vernissagekort eller e-post till sina besökare. Vid förhandsvisning och vernissage serveras ofta dryck och tilltugg.

## Bilder

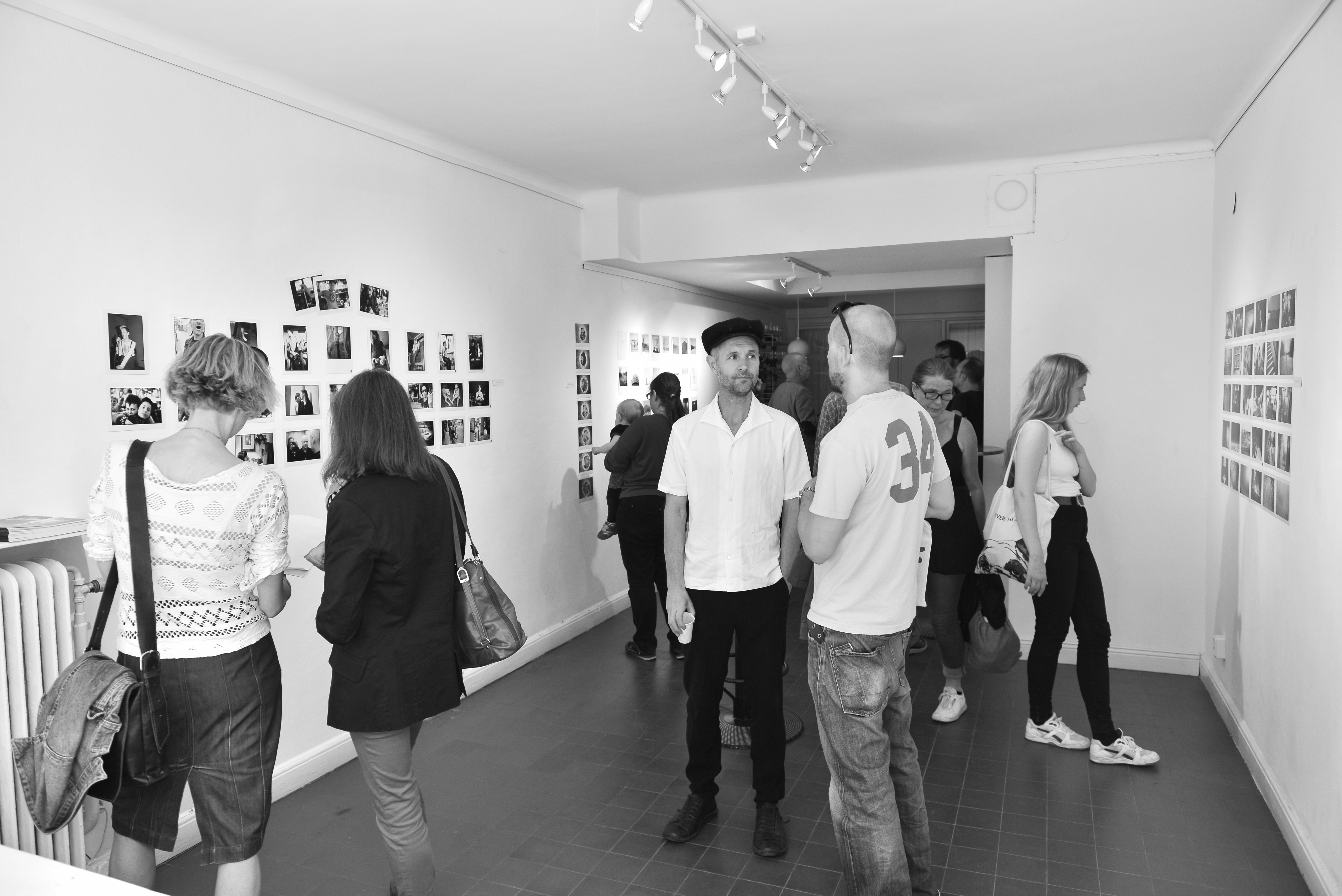
Vernissage på Galleri Korn i Stockholm 2013.
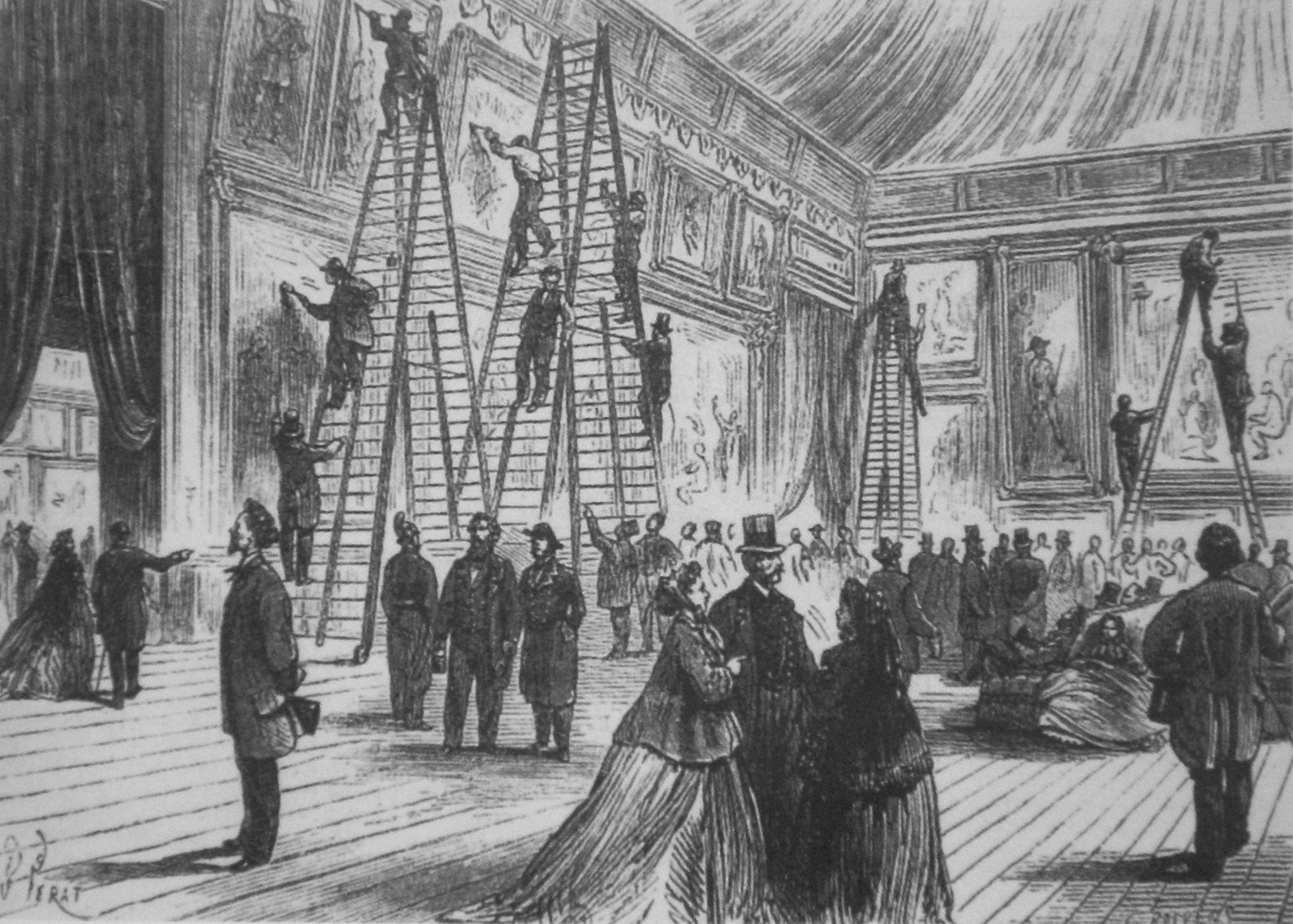
Vernissage i Paris 1866.
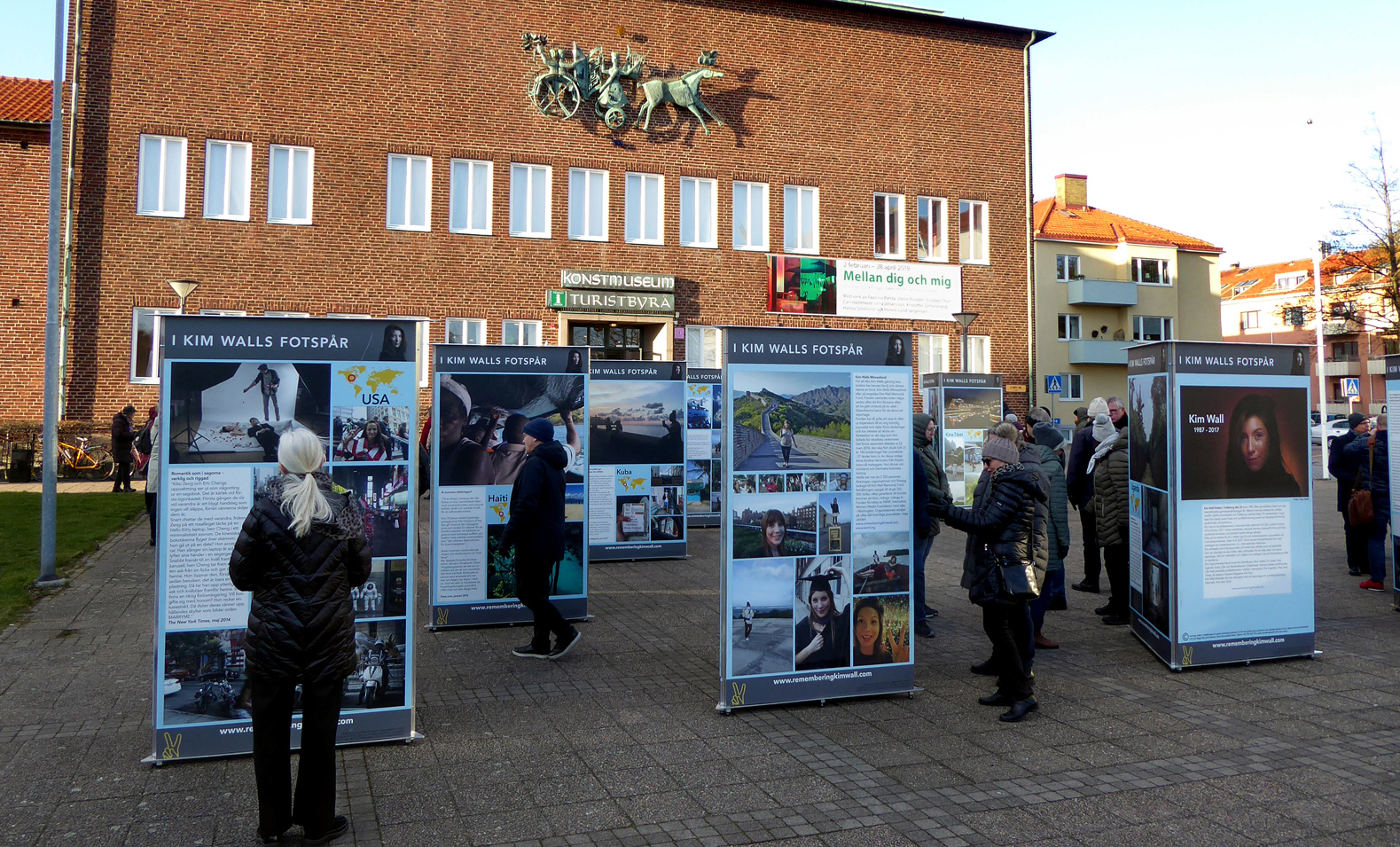
Vernissage i Ystad 2019.